# 普萊森特萊克 (北達科他州)
普萊森特萊克（英語：Pleasant Lake）是位於美國北達科他州本森縣的非建制地區。

## 歷史
普萊森特萊克的郵局於1887年設立，其後於1984年停運。

## 地理
普萊森特萊克所處的海拔為高於海平面488米（即1601英呎），而該地所採用的時區為UTC-6，即北美中部时区（CST）。同時該地設有夏令時間，為UTC-6調快一小時，即UTC-5（CDT）。